# Ленкевичі-Іпогорські (рід)
Ленке́вичі-Іпого́рські (також Ленковичі та Іпогорські-Ленкевичі) — руський (український, білоруський) боярський, шляхетський рід вірменського походження. Землевласники на Мозирщині, в Київському та Волинському воєводствах. Державні діячі в Речі Посполитій та Російській імперії. Герби — Корчак, Корвін, Радван (власний різновид). Основні відомі маєтки пер. пол. ХІХ ст. в селі Бочаниця та містечку Гощі.

## Представники
Ленко Дем'янович (також Доманович) (? – після 1517) репрезентант роду. У шлюбі з N Берендеївною (зг. 27 квітня 1517). Швагер - Томаш Берендейович. 
- Олехно Ленкович-Шпакoвський (зг. 1517).
  - Ян Ленкевич-Іпогорський
    - Роман Ленкевич-Іпогорський – підкоморій мозирський.
      - Бернард Ленкевич-Іпогорський
      - Францишка Ленкевичівна-Іпогорська, у шлюбі за N Чапличем – підкоморієм київським.
- Теодор Ленкович – підсудок мозирський, у шлюбі з Анастасією Волчковичівною Олізарівною.
  - Олександр Ленкевич-Іпогорський – підсудок мозирський, підвоєводчий київський.
    - Владислав Іпогорський-Ленкевич – підкоморій мозирський.
      - Олександр Іпогорський-Ленкевич – суддя земський мозирський.[2]
        - Анеля Іпогорська-Ленкевичівна
        - Бригіта Іпогорська-Ленкевичівна
        - Анна Іпогорська-Ленкевичівна
        - Клара Іпогорська-Ленкевичівна
        - Міхал Іпогорський-Ленкевич – суддя земський мозирський.
          - Франц Іпогорський-Ленкевич – суддя земський мозирський.

        - Вінцентій Іпогорський-Ленкевич – войський мозирський.
          - Ян Іпогорський-Ленкевич – підстолій мозирський.

      - Теофіл Ленкевич-Іпогорський – підчаший мозирський, у шлюбі з Констанцією Стемпковською.
        - Леонард Іпогорський-Ленкевич – капітан кременчуцький (на 1743), староста кременчуцький, у шлюбі з Людвикою Нелавицькою (на 1750 вдова).
          - Маріанна-Ангела Іпогорська-Ленкевичівна (1743 - ?)
          - Донька N
          - Станіслав-Костка Іпогорський-Ленкевич – войський, маршалок Острозького повіту (до 1802), староста пронятинський (на 1802). У шлюбі з Агатою Михаловською, померла вдовою 1 липня 1830 року в Гощі.
            - Граціан Іпогорський-Ленкевич (1785 - 19.09.1854) – рівненський повітовий маршалок (на 1817), маршалок волинського дворянства. Купив село Бабин у Олександри Радзивіл. У шлюбі з Гоноратою кн. Святополк-Четвертинською (1778 - 03.04.1863). 
              - Платон-Роман-Фелікс Іпогорський-Ленкевич (1809 -1869).
              - Дионізій-Леон-Артур Іпогорський-Ленкевич (25.11.1811 - ?).
              - Ромуальд Іпогорський-Ленкевич (1813 - 1863). Помер в Гощі.
              - Октавія Іпогорська-Ленкевичівна (1808 - 27.02.1882[3]), у шлюбі з Міхалом Валевським. Померла в Бочаниці.
              - Віктор-Леон Іпогорський-Ленкевич (1818 -1864).

            - Еразм Іпогорський-Ленкевич, у шлюбі з Францишкою Абрамович.

        - Томаш Іпогорський-Ленкевич – стольник мозирський.
          - Ігнацій Іпогорський-Ленкевич – писар земський мозирський.

        - Адам Іпогорський-Ленкевич – підстолій мозирський (на 1759), писар земський мозирський.
          - Станіслав Іпогорський-Ленкевич
          - Францишек Іпогорський-Ленкевич – хорунжий Великого князівства литовського.
          - Єжи Іпогорський-Ленкевич – писар земський мозирський.
          - Донька N
          - Донька N

        - Францишка Іпогорська-Ленкевичівна – дружина підкоморія мозирського.
        - Дорота Іпогорська-Ленкевичівна

      - Ян Іпогорський-Ленкевич – стольник мозирський.
      - Франц Іпогорський-Ленкевич
      - Міхал Іпогорський-Ленкевич
        - Антоній Іпогорський-Ленкевич
        - Еразм Іпогорський-Ленкевич – підстолій мозирський.

    - Міхал Іпогорський-Ленкевич – суддя земський мозирський.
    - Гієронім Іпогорський-Ленкевич
      - Олександр Іпогорський-Ленкевич – підстолій мозирський.
        - Донька N
        - Донька N
        - Донька N

  - Анастасія Іпогорська-Ленкевичівна
- Авраам Ленкович

## Пам'ятки
Садиба Іпогорських-Ленкевичів у Гощі.
Гощанський парк.